# Uranotaenia devemyi
Uranotaenia devemyi är en tvåvingeart som beskrevs av Hamon 1954. Uranotaenia devemyi ingår i släktet Uranotaenia och familjen stickmyggor.
Artens utbredningsområde är Senegal. Inga underarter finns listade i Catalogue of Life.